# 傑巴利采沃戰役
傑巴利采沃戰役（烏克蘭語：Бої за Дебальцеве）是頓巴斯戰爭的其中一場戰役，自2015年1月起交戰雙方在烏克蘭頓涅茨克州的傑巴利采沃附近爆發戰鬥。此地於2014年7月起一些地方開始被政府軍收復，俄国势力試圖奪回而發動攻擊。
傑巴利采沃在戰前的形勢如同楔子，一邊面對頓涅茨克人民共和國，另一邊則是盧甘斯克人民共和國。此處也是鐵路與公路的要衝。

## 背景
經過2014年烏克蘭革命，烏克蘭東部陸續爆發衝突。2014年4月，傑巴利采沃被親俄分離主義者所佔領，但到了7月28日政府軍成功收復此地，此後直至2015年1月皆穩固地控制著。雖然雙方簽下明斯克協議確認停火，但在傑巴利采沃一帶仍間歇性發生衝突。

## 過程
2015年1月，數千名烏克蘭政府軍駐紮於傑巴利采沃地區。此城為鐵路和公路的重要連結點，形勢對於政府軍就像「口袋」、「楔子」。於此之前的數個月，此地屢屢遭到砲擊，當地居民多數已經離開，商店、學校及住屋也關門或毀棄。1月17日開始，砲火愈趨猛烈，直到1月20日才暫時歇息。
1月22日，頓涅茨克人民共和國的軍隊向傑巴利采沃一帶的政府軍營地攻擊，強烈的砲火持續至隔天仍未停止，但政府軍依舊死守營地。在戰鬥中一所學校被砲彈擊中，而政府軍也朝分離主義者營地砲擊以示報復。1月23日，頓涅茨克軍隊試圖收復三面受敵的傑巴利采沃。根據1月24日的報導，一個政府軍的檢查哨直接受到攻擊。1月25日，另一個位在傑巴利采沃附近的檢查哨也被襲擊，但被政府軍擊退。1月26日，隨著戰鬥持續，戰火蔓延至傑巴利采沃全區，一位居民告訴路透社傑巴利采沃幾乎已被分離主義者包圍，然而政府軍仍抵擋住接連的攻勢。

### 分離主義者進展
1月27日，分離主義者試圖從戈爾洛夫卡攻入傑巴利采沃，但遭到擊退。隔天，一名頓涅茨克軍隊的指揮官宣稱已控制能夠進城的高速公路，該城也已幾乎被包圍。但是，烏克蘭議員德米特里·季姆丘克於1月29日表示分離主義者的軍隊雖然試圖切斷前線與本地的聯繫，但政府軍以砲火反擊造成其大量傷亡，分離主義者因而被迫縮減了攻勢。BBC News則釋出了一段親俄民兵在轟炸中被捕的影片。儘管如此，同時間分離主義者奪取了距離傑巴利采沃西方約13公里的烏格列戈爾斯克，此地正好位在M04高速公路從傑巴利采沃通往戈爾洛夫卡的路段上。分離主義者打破了政府軍的防線，並且佔領一座檢查哨後進入烏格列戈爾斯克，政府軍則趕緊派兵增援。根據美聯社的報導指出，此城的陷落將導致政府軍守住傑巴利采沃的任務更加艱難。此外，政府軍表示三名傑巴利采沃的民眾死於親俄民兵持續的轟炸。
1月30日，砲彈擊中了一輛巴士，古比雪夫區作為分發人道援助場所的一座文化中心也遭到轟炸。根據BBC的消息，許多平民和政府軍被困在城內，部分民眾則逃往政府軍「口袋」入口的阿爾喬莫夫斯克。俄國媒體俄羅斯24報導大約有八千名政府軍仍駐留於傑巴利采沃，而分離主義者正接近關上「口袋」入口的地步。烏克蘭的地區防衛營指揮官谢苗·谢缅琴科表示雖然大部分地區已被親俄民兵控制，不過政府軍仍掌握著傑巴利采沃。烏克蘭國家安全及國防委員會發言人安德烈·李森科（Andriy Lysenko）表示援軍已經抵達烏格列戈爾斯克，仍舊守住前線。在這一整天當中，分離主義者不斷向來回於阿爾喬莫夫斯克與傑巴利采沃之間的裝甲運兵車和貨車發射BM-21火箭炮，使得政府軍的運輸線幾乎被切斷。BM-21也擊中了公寓，造成至少七位民眾喪生。剩下的居民開始搭上每天三班駛往阿爾喬莫夫斯克的巴士撤離，以躲避升級的戰火。

### 關上「水壺」
1月31日，至少十二名民眾死於分離主義者的轟炸。與此同時，政府軍為了切斷親俄民兵對烏格列戈爾斯克的援助而持續轟炸。顿巴斯营發動地面攻勢試圖收復該城，但以失敗收場，且造成三名士兵陣亡，部隊指揮官谢苗·谢缅琴科也負傷。另一方面，疏散傑巴利采沃居民的行動持續進行，該城直到當日為止無水、電及瓦斯的情況已至少十天，烏克蘭總理阿爾謝尼·亞采尼克則表示已疏散超過千位民眾。烏克蘭國防部長斯捷潘·波尔托拉克證實傑巴利采沃部分地區落入分離主義者之手。2月1日，政府軍在傑巴利采沃的情勢急遽惡化，根據基輔郵報報導由於分離主義者推進到城市外圍一帶，烏克蘭民族衛隊有些部隊被迫逃離。2月2日，政府軍情況仍未有起色，紐約時報報導分離主義者隨時可攻下與阿爾喬莫夫斯克連繫的M03高速公路。此路上已發生多起滿載民眾的巴士遭到砲擊的事件，使得M03高速公路幾乎等於無法通行，頓涅茨克人民共和國領導人亞歷山大·扎哈爾琴科也表示「任何試圖離開"水壺"地區的人將會進入我們砲擊範圍」。一名人道援助工作者表示截至2月2日離開當地的民眾已達八千人，另名工作者則說親俄民兵刻意將攻擊目標朝向撤離居民的巴士。一名國際特赦組織的觀察員則形容傑巴利采沃的人道情況「災難性的」。而為了協助傑巴利采沃的軍隊，政府軍從克拉馬托爾斯克大量增援，其中包括了裝甲車及各類物資。2月3日，分離主義者與政府軍同意該天停火，以讓當地居民能夠撤離，直到當地時間13時開始分離主義者砲火愈趨猛烈，意圖將傑巴利采沃夷為平地。
2月6日，乌克兰军队与頓巴斯親俄武裝双方商定当天临时停火8小时，以便为撤离该市的居民开辟绿色通道。乌克兰顿涅茨克州政府新闻负责人称，虽然地方政府努力劝说民众离开该市，但撤离平民的工作完全在自愿的基础上进行。顿涅茨克人民共和国国防部副部长爱德华·巴苏林称，撤离该市的平民可以自己选择前往何地，即去往乌政府军控制的巴赫穆特市，还是去往亲俄武装控制的顿涅茨克市。
2月11日，乌军总参谋部发言人称，该市郊外的乌军阵地当天凌晨遭到亲俄武装炮击，有19名军人在炮击中丧生，另有78名军人受伤，伤者都已被送入医院治疗。
2月12日，德国、法国、乌克兰和俄罗斯四国领导人在白俄罗斯首都明斯克达成新明斯克協議，同意15日起在乌克兰东部实施全面停火。但就在15日当天，乌克兰“反恐行动”新闻中心发布通报称，亲俄武装破坏停火协议，当天炮击乌政府军阵地达60多次，其中大部分炮击发生在该市附近。根据掌握的情报，亲俄武装企图夺取该市。
2月17日，乌军总参谋部新闻局通报称，亲俄武装在大炮和装甲车辆的火力支援下攻打该市，部分城区已被占领，巷战正在进行。而亲俄武装称已控制该市大部分地区，乌政府军仅控制城西部分地方，市内有300多名乌克兰守军主动投降。但随后乌军总参谋部驳斥了这个说法，称关于乌克兰军人在该市大批投降的消息不符合事实，这是企图制造恐慌情绪的挑衅行为。
2月18日，乌克兰总统彼得罗·波罗申科宣布，乌政府军已经完成预定任务撤离该市，并不存在政府军在该市被包围的情况。随后，乌军第一副总参谋长沃罗比约夫称，自15日零时停火协议生效以来，发生在该市的战斗造成乌克兰军人22人死亡、158人受伤。他还称，乌军从该市共撤出2475名乌克兰军人，其中6人在撤出过程中被亲俄武装打死。另外，乌克兰军方从该市撤走200件重武器，包括15辆坦克和50辆步兵装甲战车。

## 評論
2015年6月16日，VICE新聞製作了一段23分鐘長的YouTube報導，追蹤和調查一名來自西伯利亞布里亞特共和國的俄軍士兵巴托·達姆巴耶夫的社交網站相片，發現此俄軍士兵曾隨軍從俄羅斯進入烏克蘭國境，後改穿親俄份子的軍服，於傑巴利采沃一帶上載自拍照片。報導指這次調查證明了俄軍正規部隊在烏克蘭衝突中進行了積極的干預，並認為俄軍的參與是親俄份子能夠支持至今的關鍵。